# Mozal
Die Aluminiumschmelze Mozal oder MOZAL ist eine Industrieanlage zur Verhüttung von Aluminium in Matola, Mosambik. Die Anlage wurde zwischen 1998 und 2000 errichtet und produziert rund 1,3 Prozent des weltweiten Aluminiumbedarfs und besitzt für den mosambikanische Außenhandel und für den Außenhandel von Südafrika eine hohe Bedeutung.

## Lage und Logistik
Das Betriebsgelände in der Größe von ungefähr 2.500 Hektar befindet sich im Beluluane Industrial Park, 17 Kilometer westlich der Hauptstadt Maputo. Über Südafrika wird das aufbereitete Konzentrat aus dem Bauxit der Worsley Minen in Westaustralien, auch von der Worsley-Aluminiumoxidraffinerie für die Produktion in Matola zugeliefert und das produzierte Aluminium u. a. über den Hafenbereich von Matola vorwiegend nach Asien und Europa exportiert.

## Geschichte
Die Planung des Unternehmens begann im Mai 1998 in London, nachdem sich die weltweite Leichtmetallversorgung aus den älteren Aluminiumverhüttungsanlagen (Bayside und Hillside) im südafrikanischen Hafen Richards Bay als weiter ausbaufähig herausgestellt hatte.
Das Projekt sah den Bau und den Betrieb einer Aluminiumschmelze mit einem Produktionsvolumen von 250.000 Tonnen und einer Erweiterungsoption auf insgesamt 506.000 Tonnen vor. BHP Billiton und Mitsubishi tragen für das Projekt technische und ökonomische Verantwortung. Die Development Bank of Southern Africa und der staatliche südafrikanische Energieversorger Eskom veranlassten für das Projekt den Ausbau der Verkehrs- und Energieinfrastruktur. Die Energiebereitstellung erfolgt mittels der IDC-unterstützten Mozambique Transmission Company Sarl. (MOTRACO) über Eswatini. MOTRACO ist ein Joint Venture von drei staatlichen Energieversorgern aus Mosambik (EDM), Südafrika (Eskom) und Eswatini (Eswatini Electricity Company).
Für Südafrika stellt diese Auslandsinvestition ein politisches Vorzeigeprojekt im Rahmen der Förderung regionaler Integration im Südlichen Afrika dar und sie soll der wirtschaftlichen Stabilisierung Mosambiks dienen. Darüber hinaus ist der Mosambikanische Staat als Minderheitsgesellschafter am Unternehmen beteiligt.
Im Dezember 2000 nahm die Schmelze ihre Produktion auf. 2003 wurde die 1-millionste Tonne Aluminium fertiggestellt. Am 20. August 2003 startete Mozal II die Produktion, wodurch das Produktionsvolumen auf über 500.000 Tonnen Aluminium pro Jahr verdoppelt werden konnte. Mozal ist mit dieser Kapazität einer der größeren Aluminiumproduzenten der Welt. Im Oktober 2007 wurde bereits die dreimillionste Tonne Aluminium von Mozal produziert.
Mit der Erweiterung im Jahr 2003 waren die Anteilseigner unverändert BHP Billiton (47 %, Betreiber), Mitsubishi Corporation of Japan (25 %), die Industrial Development Corporation of South Africa (24 %) und der mosambikanische Staat (4 %, via IGEPE).
Die Deutsche Investitions- und Entwicklungsgesellschaft ist mit zwei Darlehen in Höhe von rund 30 Mio. Euro an der Finanzierung beteiligt.
Insgesamt beteiligte Finanzierungspartner sind:
- Internationale Finanz-Corporation / IFC (Weltbankgruppe)
- Promotion et Participation pour la Coopération économique / PROPARCO (Frankreich), ein Bereich der Agence française de développement
- Deutsche Investitions und Entwicklungsgesellschaft (Deutschland)
- Development Bank of Southern Africa (Südafrika)
- Commonwealth Development Corporation (Großbritannien)
- Compagnie française d’assurance pour le commerce extérieur / COFACE (Frankreich)
- The  Credit  Guarantee  Insurance  Corporation / CGIC (Südafrika), Interessensvertreter von IDC und Absa Bank
- European Investment Bank / EIB (Luxemburg)

2006 beschäftigte das Unternehmen rund 1.200 festangestellte Mitarbeiter.
Bis 2021 übernahm der australische Bergbaukonzern South32 einen Mehrheitsanteil von zuletzt 72 % an Mozal.

## Kontroversen
Im Jahr 2010 ist das Unternehmen in die Kritik geraten, weil es monatelang auf das Einschalten von Filtern zum Abfangen von hochgiftigem Fluorwasserstoff, Fluorkohlenwasserstoffe, Staub und Schwefelsäure verzichtete, da die Rauchbehandlungszentren sanierungsbedürftig waren. Die Umweltministerin von Mosambik begründete ihre Entscheidung, trotz einer von 14.000 Anwohnern eingereichten Petition die Umgehung der Filteranlagen zu genehmigen, mit dem Risiko, dass die Anlage und der Schornstein zusammenbrechen könnten. Dann würde sich das Gas in Bodennähe ausbreiten, so die Umweltministerin.